# Benedetto (nombre propio)
Benedetto es un nombre propio masculino, que puede estar vinculado o hacer referencia a los artículos de Wikipedia que se indican a continuación:

## Antroponimia
- Benedetto Antelami (siglo XII), arquitecto y escultor italiano.
- Benedetto Bonfigli (1420-1496), pintor italiano.
- Benedetto Brin (1833-1898), ingeniero, militar, y político italiano.
- Benedetto Croce (1866-1952), escritor, filósofo, historiador, y político italiano.
- Benedetto da Rovezzano (1474-c.1552), también conocido como Benedetto Grazzini, arquitecto y escultor italiano del Renacimiento.
- Benedetto Dei (1418-1492), poeta e historiador italiano.
- Benedetto Fontanini (c.1490-c.1556), también conocido como Benedetto de Mantua, monje benedictino y escritor italiano.
- Benedetto Gennari el Joven (1633-1715), pintor italiano activo durante el Barroco, nieto de Benedetto Gennari el Viejo.
- Benedetto Gennari el Viejo (1563-1610), pintor italiano del Barroco temprano, abuelo de Benedetto Gennari el Joven.
- Benedetto Ghirlandaio (1458-1497), también conocido como Benedetto di Tommaso Bigordi, pintor italiano del Renacimiento, hermano de los más conocidos Domenico y Davide Ghirlandaio.
- Benedetto Luti (1666-1724), pintor italiano.
- Benedetto Marcello (1686-1739), también conocido como Benedetto Giacomo Marcello, compositor, escritor, abogado, magistrado y maestro italiano, de la República de Venecia.
- Benedetto Puccinelli (1808-1850), también conocido como Benedetto Luigi Puccinelli, botánico, y explorador italiano.
- Benedetto Varchi (1503-1565), humanista, escritor e historiador italiano.
- Benedetto I Zaccaria (c.1235-1307), almirante italiano de la República de Génova.

- Datos: Q12898987
- Multimedia: Benedetto (given name) / Q12898987